# عميق (الشوف)
عميق هي إحدى القرى اللبنانية من قرى قضاء الشوف في محافظة جبل لبنان.